# Kakhi Kakhiashvili
Kakhi Kakhiashvili, noto anche con lo pseudonimo di Akakios Kakiasvilis (in georgiano კახი კახიაშვილი?, in greco Ακάκιος Κακιασβίλης?; Tskhinvali, 13 luglio 1969), è un ex sollevatore sovietico con cittadinanza georgiana naturalizzato greco.
È uno dei soli quattro sollevatori di pesi ad aver vinto tre medaglie d'oro consecutive in altrettante edizioni dei Giochi Olimpici.
Ha vinto il suo primo oro a Barcellona nel 1992, gareggiando per la Squadra Unificata, e successivamente come cittadino della Grecia ad Atlanta nel 1996 ed a Sydney nel 2000.
Ha vinto tre Campionati mondiali (1995, 1998, 1999), per due volte è stato medaglia d'argento in altre edizioni dei Campionati mondiali (1993 e 1994) e ha stabilito sette record mondiali durante la sua carriera.
Kakhiashvili è nato a Tskhinvali, in Georgia, da padre georgiano e madre greca, Maria Lamprianidi. È rimasto famoso nei circoli di sollevamento pesi soprattutto perché, quando gareggiava per la Squadra Unificata, andò contro le istruzioni del suo allenatore, il russo Vasily Alexeev, considerato il più grande sollevatore di pesi di tutti i tempi. Alexeev voleva infatti che un atleta russo vincesse la gara e non lasciava che Kakhiashvili provasse a sollevare più pesante per battere il suo connazionale. Kakhiashvili però non accettò questa imposizione e anzi si arrabbiò molto, quindi ordinò comunque di aggiungere 10 chili in più per battere il suo compagno di squadra russo: vinse, sollevando il peso in modo spettacolare e sancendo il suo diritto al titolo, affermandosi come uno dei sollevatori sportivi di élite.
Kakhiashvili era anche rinomato nei circoli di sollevamento pesi per la sua straordinaria capacità di sollevare esattamente ciò che era necessario per vincere.